# Тобіас Фредрікссон
Тобіас Фредрікссон  (швед. Thobias Fredriksson, 4 квітня 1975) — шведський лижник, олімпійський чемпіон.

## Виступи на Олімпіадах
| Олімпіада           | Дисципліна       | Місце |
| ------------------- | ---------------- | ----- |
| Солт-Лейк-Сіті 2002 | спринт           | 17    |
| Турин 2006          | спринт           | 3     |
| Турин 2006          | командний спринт | 1     |

## Зовнішні посилання
- Досьє на sport.references.com